# منطقة أكوشا (داغستان)
منطقة أكوشا واحدة من المناطق الإدارية في جمهورية داغستان بروسيا الاتحادية. تقع في وسط جمهورية داغستان وتحدها مناطق التالية: دخادايفسكي، سيرغو كالا، لاك، كولينسكي وليفاشينسكي.
تبلغ مساحتها /622.8/كم ²